# Лулу і Нана
Лулу і Нана — китайські дівчатка-близнюки, які народилися в листопаді 2018 року. Їх справжні імена громадськості невідомі, їм дали псевдоніми Лулу і Нана. За словами дослідника, Хе Цзянькуя, ці близнюки — перші в світі діти, генетично відредаговані за клітинами зародкової лінії. Хе Цзянькуй повідомив, що дівчатка народилися здоровими. Батьки дівчаток були учасниками клінічного випробування, проведеного Хе Цзянькуєм, в якому він пропонував стандартні послуги зі штучного запліднення, але, окрім того, використовував CRISPR-Cas9 технологію, яка може модифікувати ДНК, для модифікації гена CCR5 у зародках. Це було зроблено для додавання генетичної стійкості проти ВІЛ. Експеримент проводився таємно до листопада 2018 року.
Реакцією на дії Хе Цзянькуя стала широка хвиля критики і заклопотаності щодо благополуччя дівчаток. Ближче до кінця листопада китайська влада призупинила всю дослідницьку діяльність Хе Цзянькуя. Станом на 28 грудня 2018 року він перебував в університетській квартирі під наглядом, йому загрожують і більш серйозні наслідки.

## Оприлюднення експерименту
Хе Цзянькуй оголосив про свій проект за участю Лулу і Нани в інтерв'ю інформаційному агентству Ассошіейтед прес 19 листопада 2018 року, напередодні другого Міжнародного саміту з редагування генома людини в Гонконзькому університеті. Проект не отримав незалежного підтвердження, не пройшов рецензування і не був опублікований в науковому виданні.
Після оприлюднення інформації про досліди Хе Цзянькуя Південний науково-технологічний університет (SUSTech), співробітником якого він є, поспішив дистанціюватися від його діяльності, поширивши заяву, що Хе Цзянькуй проводив свої випробування за межами їх кампусу в неробочий час, і вони нічого не знали про проект і його характер. Національна комісія з охорони здоров'я Китаю також дала розпорядження провінційним чиновникам охорони здоров'я розслідувати діяльність Хе Цзянькуя.

## Походження
Ембріони, що згодом стали Лулу і Наною, були створені під час клінічного випробування, проведеного Хе Цзянькуем з Південного науково-технологічного університету в Шеньчжені. Хе Цзянькуй під час своєї відпустки в університеті працював в міській лікарні для жінок і дітей. Там він відбирав пари, які хотіли мати дітей; чоловік повинен був бути ВІЛ-позитивним, а жінка — незараженою. Пари були набрані через групу із захисту від СНІДу під назвою Baihualin, що базується в Пекіні. Він тримав у секреті клінічне випробування від наукової спільноти, і станом на 28 листопада 2018 залишалося незрозумілим, чи дали учасники свою інформовану згоду.
Хе Цзянькуй взяв сперму і яйцеклітини у пар, провів з ними штучне запліднення, а потім відредагував геноми отриманих ембріонів за допомогою CRISPR / Cas9 . Редагуванню було піддано ген CCR5 , що кодує білок, який ВІЛ використовує для проникнення в клітини. Хе Цзянькуй намагався штучно створити специфічну мутацію в гені (CCR5 Δ32), що зустрічається у небагатьох людей — яка, можливо, надає вроджену стійкість до ВІЛ, як це було у випадку з Берлінським пацієнтом. Він сказав, що дівчатка все ще несуть функціональні копії CCR5 разом з відключеною CCR5, враховуючи генетичний мозаїцизм і сучасний рівень технології редагування зародкової лінії. Також слід зазначити, що існують форми ВІЛ, які використовують інший рецептор замість CCR5, і маніпуляції, проведені Хе Цзянькуем, не змогли б захистити Лулу і Нану від цих форм захворювання.
Хе Цзянькуй вдався до передімплантаційної генетичної діагностики ембріонів, які були відредаговані, коли три-п'ять окремих клітин були видалені і повністю секвеновані для виявлення хімеризму і нецільових помилок. Він повідомив, що під час вагітності позаклітинна ембріональна ДНК була повністю секвенована для перевірки на нецільові помилки, і матері запропонували амніоцентез для перевірки проблем із вагітністю, але вона відмовилася. Діти народилися наприкінці жовтня або початку листопада. За словами Хе Цзянькуя, народилися здоровими. Після пологів було незрозуміло, чи можуть проявитися довгострокові наслідки редагування генів. Хе Цзянькуя запитували про плани зі спостереження за дітьми і оплаті їх догляду в разі виникнення проблем, про те, як може бути забезпечена їхня конфіденційність і конфіденційність їхніх батьків.
25 листопада 2018 року журнал MIT Technology Review опублікував розповідь про експеримент Хе Цзянькуя, заснований на документах, які були розміщені раніше того ж місяця в китайському реєстрі клінічних випробувань. Після того, як ця історія була опублікована, Хе Цзянькуй випустив рекламне відео на YouTube, а наступного дня Ассошіейтед прес опублікувало з ним інтерв'ю. Хе Цзянькуй також залучив фірму зі зв'язків з громадськістю. Зрештою він представив роботу, яка привела до народження дівчаток, 28 листопада на Міжнародному саміті з редагування генома людини.

## Реакція
Хе Цзянькуй не розкрив імена батьків, і вони не заявляли про себе, тому їхня реакція невідома. В засобах масової інформації та в науковому співтоваристві пройшла хвиля критики проведеного експерименту і його секретності, а також занепокоєння з приводу майбутнього благополуччя Лулу і Нани. Американський фахівець Майкл В. Дим, професор біоінженерії з Університету Райса і консультант Хе Цзянькуя, брав участь в дослідженні і був присутній, коли випробовувані, які брали участь в його дослідах, давали свою згоду. Дим також потрапив під слідство після того, як відомості про роботу Хе Цзянькуя були оприлюднені. Власні розслідування почали Південний науково-технологічний університет, місцева влада і уряд Китаю.
29 листопада 2018 року влада Китаю призупинила всю дослідницьку діяльність Хе Цзянькуя, заявивши, що його діяльність «надзвичайно огидна за своїм характером» і є порушенням китайського законодавства. Станом на 28 грудня 2018 року він перебував в університетській квартирі під наглядом, йому загрожували кримінальні обвинувачення.